# El Mazo (Valdáliga)
El Mazo es un núcleo de población español de la localidad de Roiz, perteneciente al municipio de Valdáliga, en la comunidad autónoma de Cantabria.

## Historia
Hacia mediados del siglo XIX, el lugar era referido como un barrio ya por entonces perteneciente al municipio de Valdáliga. En 2023, el núcleo de población de El Mazo, encuadrado dentro de la entidad singular de población de Roiz, tenía empadronados 22 habitantes.